# BMW Championships 1982
BMW Championships 1982 — жіночий тенісний турнір, що проходив на відкритих трав'яних кортах Devonshire Park у Істборні (Велика Британія). Належав до категорії Toyota Series в рамках Туру WTA 1982. Турнір відбувся вдев'яте і тривав з 14 червня до 19 червня 1982 року. Перша сіяна Мартіна Навратілова здобула титул в одиночному розряді й отримала за це 23 тис. доларів США.

## Фінальна частина

### Одиночний розряд
Мартіна Навратілова —  Гана Мандлікова 6–4, 6–3
- Для Навратілової це був 9-й титул в одиночному розряді за сезон і 64-й — за кар'єру.

### Парний розряд
Мартіна Навратілова /  Пем Шрайвер —  Кеті Джордан /  Енн Сміт 6–3, 6–4

## Розподіл призових грошей
| Дисципліна       | П       | F       | ПФ     | ЧФ     | 1/8    | 1/16 | Попер. коло |
| Одиночний розряд | $23,000 | $12,000 | $6,100 | $3,100 | $1,600 | $825 | $450        |